# Metehan Mimaroğlu
Metehan Mimaroğlu (Istanbul, 7 luglio 1994) è un calciatore turco, centrocampista o attaccante del Gençlerbirliği.